# Kiska

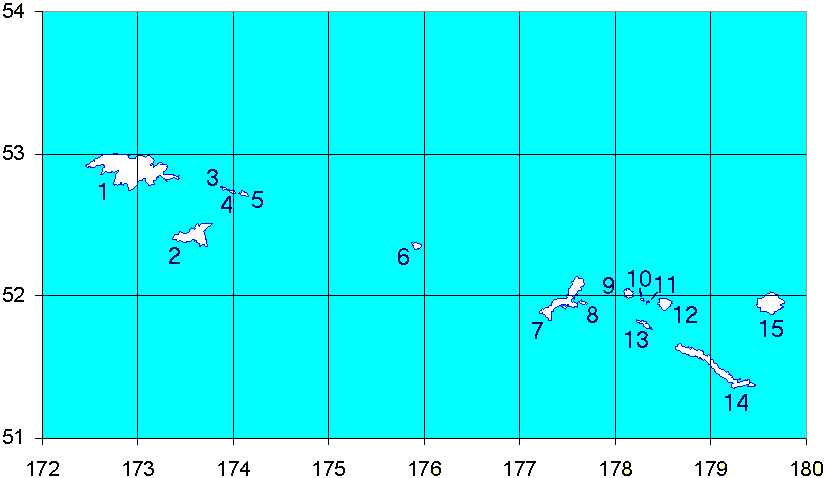
Mappa delle isole Aleutine occidentali. Kiska è marcata con il numero 7, Attu con il numero 1.

Kiska (Qisxa in lingua aleutina) è un'isola del gruppo delle Rat all'interno delle Isole Aleutine in Alaska. La lunghezza dell'isola è pari a circa 35 km, mentre la larghezza varia tra i 2,5 ed i 10 km.
Durante la seconda guerra mondiale venne occupata per un breve periodo dai giapponesi come manovra diversiva durante la battaglia delle Midway.